# ورشو
وَرشو (به لهستانی Warszawa تلفظ وَرشاوا) نام پایتخت کشور لهستان است. این شهر با گستردگی ۵۱۶٫۹ کیلومتر مربع بر پایهٔ سرشماری سال ۲۰۱۰، و جمعیتی نزدیک به ۱٬۷۱۶٬۰۰۰ تن بر پایهٔ همان سرشماری، بزرگ‌ترین شهر لهستان و دهمین شهر بزرگ اتحادیه اروپا از نظر جمعیت است. این شهر از جمله شهرهایی است که در رویدادهای جنگ جهانی دوم به شدت آسیب دید. در پی قیام ورشو در سال ۱۹۴۴ میلادی، به دستور آدولف هیتلر، پیشوای آلمان نازی، ورشو مورد حملات همه‌جانبهٔ زمینی و هوایی ارتش آلمان قرار گرفت و ۹۵ درصد شهر با خاک یکسان شد. بر اثر این حملات بیش از ۲۰۰ هزار نفر از اهالی ورشو کشته شدند.

## ریشه نام
ریشه نام ورشو به زبان لهستانی بازمی‌گردد و به معنی «متعلق به واراز» است. واراز کوتاه شده یک نام اسلاوی به صورت وارازکلاو است. واراز شخصی زمین‌دار و صاحب مقام در روستایی در همین منطقه در قرن دوازدهم یا سیزدهم میلادی بوده است. امروزه نام شهر به گونه رسمی شهر پایتخت ورشو (به لهستانی: miasto stołeczne Warszawa) است.

## تاریخچه

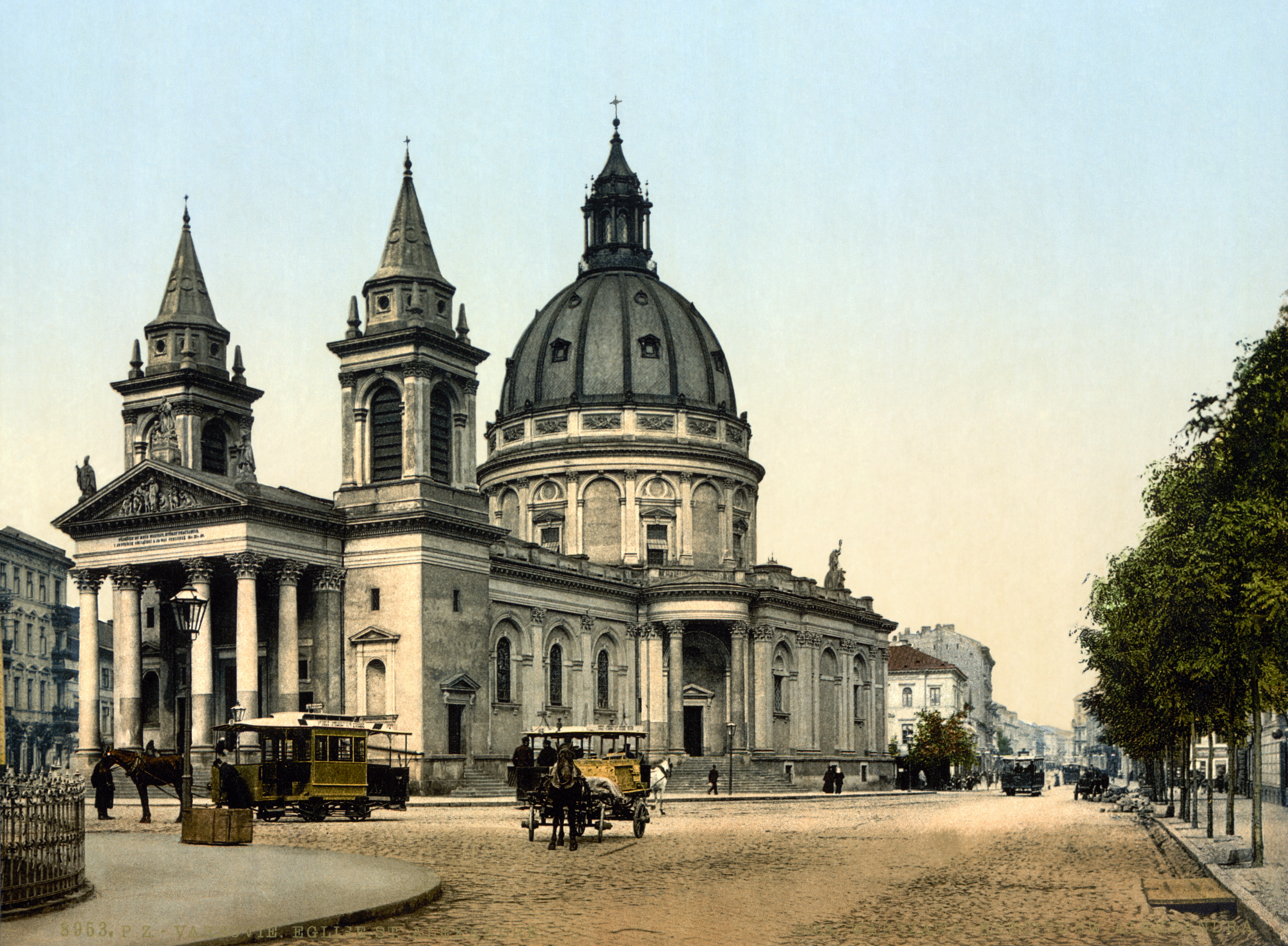
شهر ورشو مابین سال‌های ۱۸۹۰ تا ۱۹۰۵

سابقه سکونت مستمر در شهر ورشو به حدود قرن نهم میلادی بازمی‌گردد که بروندو نام داشت. چند قرن بعد در همان نزدیکی منطقه‌ای مسکونی بنام جازداو پدید آمد. پس از متروک شدن جازداو شهر وارزاو یا همان ورشو امروزی در حدود قرون سیزدهم میلادی ایجاد شد. رشد و ارتقاء کیفی و اقتصادی شهر ورشو به قرن چهاردهم و پانزدهم بازمی‌گردد که تا به امروز از شهرهای مهم و با نفوذ باقی مانده است. ورشو اوایل قرن شانزدهم زیرنظر کنفدراسیون ورشو قرار گرفت و در همین دوران نخستین انتخابات آزاد در این شهر برگزار شد. در نیمه نخست قرن هفدهم ورشو توسط سه قوم مختلف سوئدی، ترانسیلوانیایی و براندنبوری محاصره شد. در سال ۱۷۰۰ با پایان پذیرفتن جنگ بزرگ شمال میان روسها و ممالک اروپایی شهر ورشو رشد چشمگیر یافت و به سرعت به یکی از مراکز مهم سرمایه‌داری اروپا تبدیل شد. در همین دوران ورشو به یکی از مراکز مهم هنری، فرهنگی اروپا تبدیل شد و به همین جهت لقب پاریس شرق اروپا را گرفت. در اواخر قرن هجدهم ورشو در کنترل پادشاهی پروسیا درآمد و در اوایل قرن نوزدهم توسط ناپلئون بناپارت آزاد شد. دانشگاه ملی ورشو در سال ۱۸۱۶ پایه‌گذاری شد. در سال ۱۸۳۱ ورشو توسط قوای روسیه تزاری اشغال شد. در ۲۷ فوریه ۱۸۶۱ اعتراضاتی توسط اهالی ورشو بر ضد حاکمیت روس رخ داد که به کشته شدن پنج نفر از اهالی این شهر انجامید. به‌دنبال این حکومت زیرزمینی لهستان در ورشو ایجاد شد که تا دو سال دوام آورد. در اواخر قرن نوزدهم در سرشماری در شهرهای روسیه ورشو با ۶۲۶٬۰۰۰ نفر جمعیت پس از سنت پترزبورگ و مسکو سومین شهر تحت حاکمیت روسیه معرفی شد. در پی جنگ جهانی اول ورشو از حاکمیت روسیه خارج و پایتخت لهستان شد. درگیری‌ها و شورش‌های شهری به برقراری حکومت سرخ کمونیستی در این کشور منجر شد که در پی انقلاب بلشویکی مردم لهستان بود. در جنگ جهانی دوم نیز این شهر به‌شدت آسیب دید و تا سال ۱۹۴۳ تحت کنترل آلمان نازی باقی‌مانده بود. در سال ۱۹۴۴ ورشو پس از مبارزات طولانی تحت کنترل ارتش سرخ درآمد. هم‌زمان دولت موقت لهستان نیز از انگلستان به قوای ملی خود در کشور پیغام می‌فرستاد. عمده تلاش آن‌ها بر این بود که پس از در هم شکست قوای نازی روس‌ها زودتر از لهستانی‌های بومی بر این سرزمین مسلط نگردند. شهر در نهایت توسط ارتش سرخ روسیه از نازی‌ها پس گرفته شد. تخمین زده می‌شود در دوران جنگ جهانی دوم بین ۱۵۰٬۰۰۰ تا ۲۰۰٬۰۰۰ نفر در ورشو کشته شده باشند.

## جغرافیای ورشو
شهر ورشو در فاصله سیصد کیلومتری منطقه کوهستانی کاراپاتیان و ۲۶۰ کیلومتری دریای بالتیک واقع شده است. آب و هوای شهر سرد و ارتفاع آن از سطح دریا قریب به یکصد متر است.تپههای زیادی در اطراف شهر واقع شده که پوشیده از جنگل بوده و بیش از یکصد و چهل متر ارتفاع ندارند. زمستان‌ها سرد و فصل گرم هوای معتدل دارد. بارندگی سالانه ۴۹۵ میلی‌متر است و بهترین فصول سال از نظر آّ و هوا فصول پاییز و بهار هستند. شهر ورشو به یازده حوزه شهری مجزا تقسیم می‌شود که هر کدام شرایط جداگانه خود را دارند. همچنین ورشو مرکز یک شهرستان با نوزده منطقه تابعه است که هرکدام ادارات و تشکیلات جداگانه خود را دارند.

## مردم‌نگاری
در طول تاریخ به ویژه سیصد سال اخیر ورشو عموماً از مراکز مهم مهاجرپذیری در اروپا بوده و اقوام متعددی از شرق و مرکز اروپا راهی این ناحیه شده‌اند. از این رو آن را به پاریس دوم یا پاریس شمال نیز ملقب کرده‌اند. شناخت ریشه تباری مردم ورشو تا اندازه‌ای مشکل است. علاوه بر اکثریت غیریهودیِ شهر، اقلیتی قابل توجه از یهودیان نیز در این شهر زندگی می‌کنند. در سرشماری سال‌های پایانی قرن بیستم که توسط روس‌ها انجام گرفت از ۶۳۸٬۰۰۰ نفر جمعیت شهر ۲۱۹٬۰۰۰ نفر (حدود ۳۴٪) یهودی بوده‌اند. این میزان درصد پس از جنگ جهانی دوم و اشغال ورشو توسط نازی‌ها به کلی تغییر کرد. پیش از شروع جنگ جهانی دوم حدود ۱٬۳۰۰٬۰۰۰ در ورشو زندگی می‌کردند که این میزان جمعیت پس از پایان سال‌های جنگ به ۴۲۰٬۰۰۰ نفر کاهش یافت.

### آمار جمعیتی
| - ۱۷۰۰: ۳۰٬۰۰۰ (تخمینی) - ۱۷۹۲: ۱۲۰٬۰۰۰ - ۱۸۰۰: ۶۳٬۴۰۰ - ۱۸۳۰: ۱۳۹٬۷۰۰ - ۱۸۵۰: ۱۶۳٬۶۰۰ - ۱۸۸۲: ۳۸۳٬۰۰۰ - ۱۹۰۱: ۷۱۱٬۹۸۸ - ۱۹۰۹: ۷۶۴٬۰۵۴; - ۱۹۲۵: ۱٬۰۰۳٬۰۰۰ - ۱۹۳۳: ۱٬۱۷۸٬۹۱۴; از این میان ۸۳۳٬۵۰۰ نفر زبان مادری‌شان لهستانی بود. - ۱۹۳۹: ۱٬۳۰۰٬۰۰۰ | - ۱۹۴۵: ۴۲۲٬۰۰۰ (سپتامبر) - ۱۹۵۰: ۸۰۳٬۸۰۰- - ۱۹۶۰: ۱٬۱۳۶٬۰۰۰ - ۱۹۷۰: ۱٬۳۱۵٬۶۰۰ - ۱۹۸۰: ۱٬۵۹۶٬۱۰۰ - ۱۹۹۰: ۱٬۶۵۵٬۷۰۰ - ۲۰۰۰: ۱٬۶۷۲٬۴۰۰ - ۲۰۰۲: ۱٬۶۸۸٬۲۰۰ - ۲۰۰۶: ۱٬۷۰۲٬۱۰۰ - ۲۰۰۹: ۱٬۷۱۴٬۴۶۶ |

## سیاست
ورشو پایتخت لهستان و مهم‌ترین شهر این کشور از نظر سیاسی و فرهنگی و اقتصادی است. تمام نهادهای اصلی مملکتی لهستان در این شهر واقع شده‌اند و محیط پارلمان لهستان، کاخ ریاست جمهوری، مجمع عالی قضایی و وزارتخانه‌های دولتی همه در این شهر هستند. اولین رئیس‌جمهور تاریخ در شهر ورشو فردی بنام آندرزی منیخ بود که در خلال سال‌های ۱۶۹۵–۱۶۹۶ در این مقام قرار داشت. رئیس‌جمهور لهستان حسب قانون مقام فرمانداری شهر ورشو را نیز دارد.

## حمل و نقل
شرایط حمل و نقل در ورشو بسیار مناسب است. راه‌های این شهر از کیفیت بالایی برخوردارند و از انواع تقاطع‌های غیر هم‌سطح، پل‌های روگذر و زیرگذر و اتوبان‌ها بهره می‌برد. شهر ورشو مجهز به سامانه متروی شهری است که دارای ۲۷ ایستگاه بوده و ۲۹ کیلومتر را پوشش می‌دهد. تمامی قطارهای این سامانه ساخت کشور روسیه هستند. کل مسیرهای خودرویی شهری ورشو نیز حدود ۲٬۶۰۳ کیلومتر است. فرودگاه ورشو بسیار بزرگ و فعال است و در سال ۲۰۰۷ بیش از ۹٬۲۶۸٬۵۵۱ از پروازهای آن استفاده نمودند. شمار پروازهای روزانه بین‌المللی فرودگاه ورشو بیش از یکصد پرواز روزانه است.

## مترو
متروی ورشو در سال ۱۹۹۵ تأسیس شده و هم‌اکنون دارای ۲ خط و ۲۷ ایستگاه است.

## ورشو در روابط جهانی
همچنین ببینید: پیمان ورشو
شهرهای خواهرخوانده ورشو عبارتند از:
| - آستانه در قزاقستان (از ۲۰۰۲) - بانکوک در تایلند (از ۲۰۱۰) - برلین در آلمان (از ۱۹۹۱) - بوداپست در مجارستان (از ۲۰۰۵) - کاونتری در انگلستان (از ۱۹۵۷) - شیکاگو، ایلینوی در ایالات متحده (از ۱۹۶۰) - دوسلدورف در آلمان (از ۱۹۸۹) - گروزنی در روسیه (از ۱۹۹۷) - هاگو در هلند (از ۱۹۹۱) - هاماماتسو در ژاپن (از ۱۹۹۰) | - هانوی در ویتنام (از ۲۰۰۰) - هاربین در چین (از ۱۹۹۳) - ایل دو فرانس در فرانسه (از ۱۹۹۰) - استانبول در ترکیه (از ۱۹۹۱) - کی‌یف د اکراین (از ۱۹۹۴) - مادرید در اسپانیا (از ۱۹۸۱) - مسکو در روسیه (از ۱۹۹۳) - اسلو در نروژ (از ۲۰۰۵) | - ریگا در لتونی (از ۲۰۰۲) - سنت اتین در فرانسه (از ۱۹۹۵) - سنت پترزبورگ در روسیه (از ۱۹۹۷) |